# 利昂納 (堪薩斯州)
利昂納（英語：Leona）是一個位於美國堪薩斯州多尼芬縣的城市。

## 地方資料
根據2020年美國人口普查的數據，利昂納的面積為0.16平方千米，當中陸地面積為0.16平方千米，而水域面積為0.00平方千米。當地共有人口49人，而人口密度為每平方千米306.25人。